# Vibratore anale

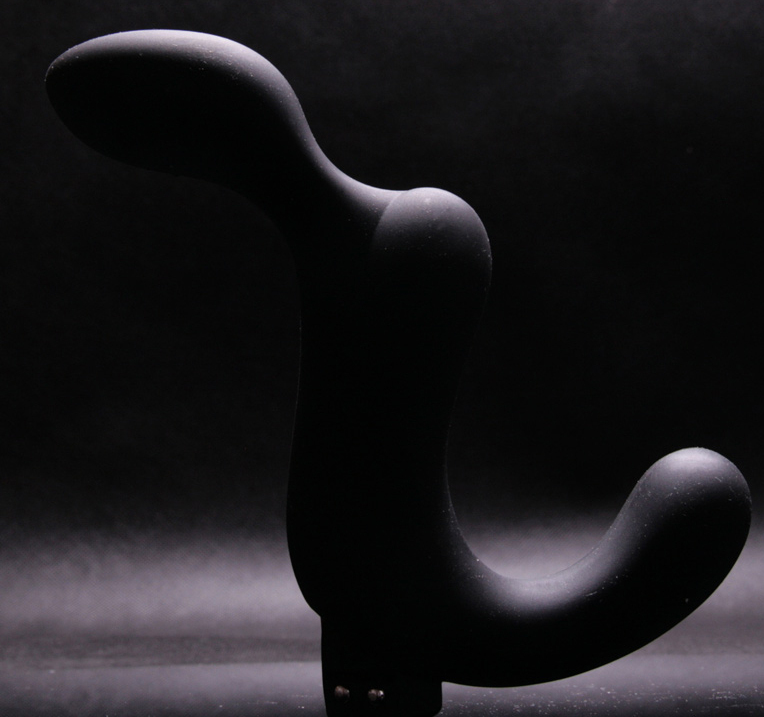
Vibratore anale a forma di collo d'oca

Un vibratore anale è un tipo di giocattolo sessuale progettato ad hoc per la stimolazione anale di entrambi i sessi. Da non confondere con il butt plug, è principalmente designato alla stimolazione, tramite vibrazioni, della zona ano-rettale.

## Caratteristiche
Le forme di un vibratore anale possono variare a seconda del brand e delle preferenze dell'acquirente. Tra i più comuni che si possono acquistare se ne trovano di forma fallica (simili a un dildo), a forma di ogiva allungata o ricurvi. La lunghezza raramente supera i 15 centimetri per un diametro non maggiore di 11 centimetri. Tipicamente sono dotati di un motorino interno con relativa batteria, interfaccia bluetooth per il controllo del dispositivo da parte di uno smartphone o di un telecomando dedicato, e spinotto di ricarica.
Solitamente possono generare varie tipologie di vibrazioni e, nei prodotti commercializzati prevalentemente per la stimolazione prostatica, i motori interni possono essere controllati singolarmente ovvero la forma si può presentare snodabile.
I materiali di costruzione variano a seconda del marchio ma, tra i più utilizzati, figura il silicone per la più facile disinfezione (utilizzo di ipoclorito di sodio, alcool) dello stesso.

## Pericoli

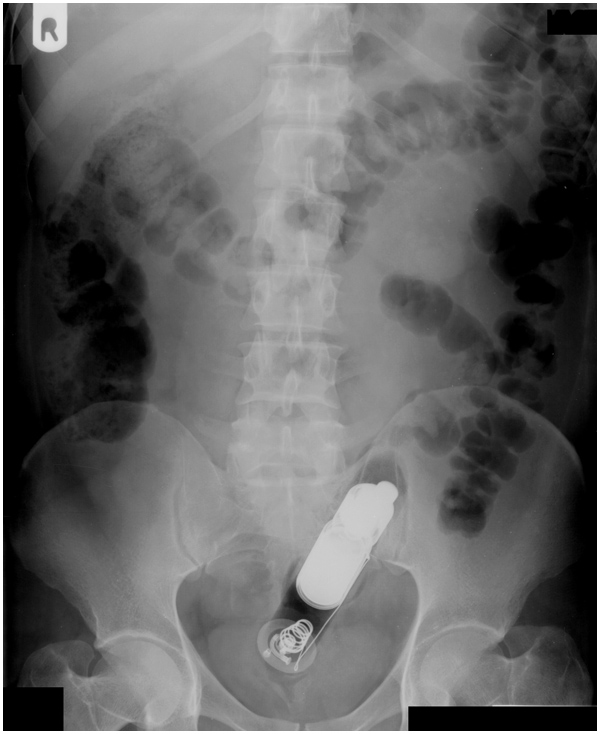
Radiografia addominale di un vibratore incastrato nel retto

Se non correttamente utilizzati, specialmente se molto piccoli o non propriamente ottimizzati all'uso, possono rappresentare un problema d'interesse medico-chirurgico in quanto, perduti nel retto, difficilmente l'auto-estrazione risulta fattibile.

## Altri utilizzi
Alcuni studi clinici e accademici hanno dimostrato che l'utilizzo di stimolazioni prostatiche derivanti da vibrazioni possono aiutare nella riabilitazione sessuale su pazienti sopravvissuti a forme tumorali alla prostata.